# 贵州叉蕨
贵州叉蕨（学名：Tectaria kweichowensis）为叉蕨科叉蕨属下的一个种。其种加词“kweichowensis”意为“贵州的”。
现接受名为洛克三叉蕨（Tectaria rockii C.Chr., 1931）。